# Iphiaulax semiluteus
Iphiaulax semiluteus är en stekelart som beskrevs av Szepligeti 1911. Iphiaulax semiluteus ingår i släktet Iphiaulax och familjen bracksteklar. Inga underarter finns listade i Catalogue of Life.